# Winterdeich und Sommerdeich

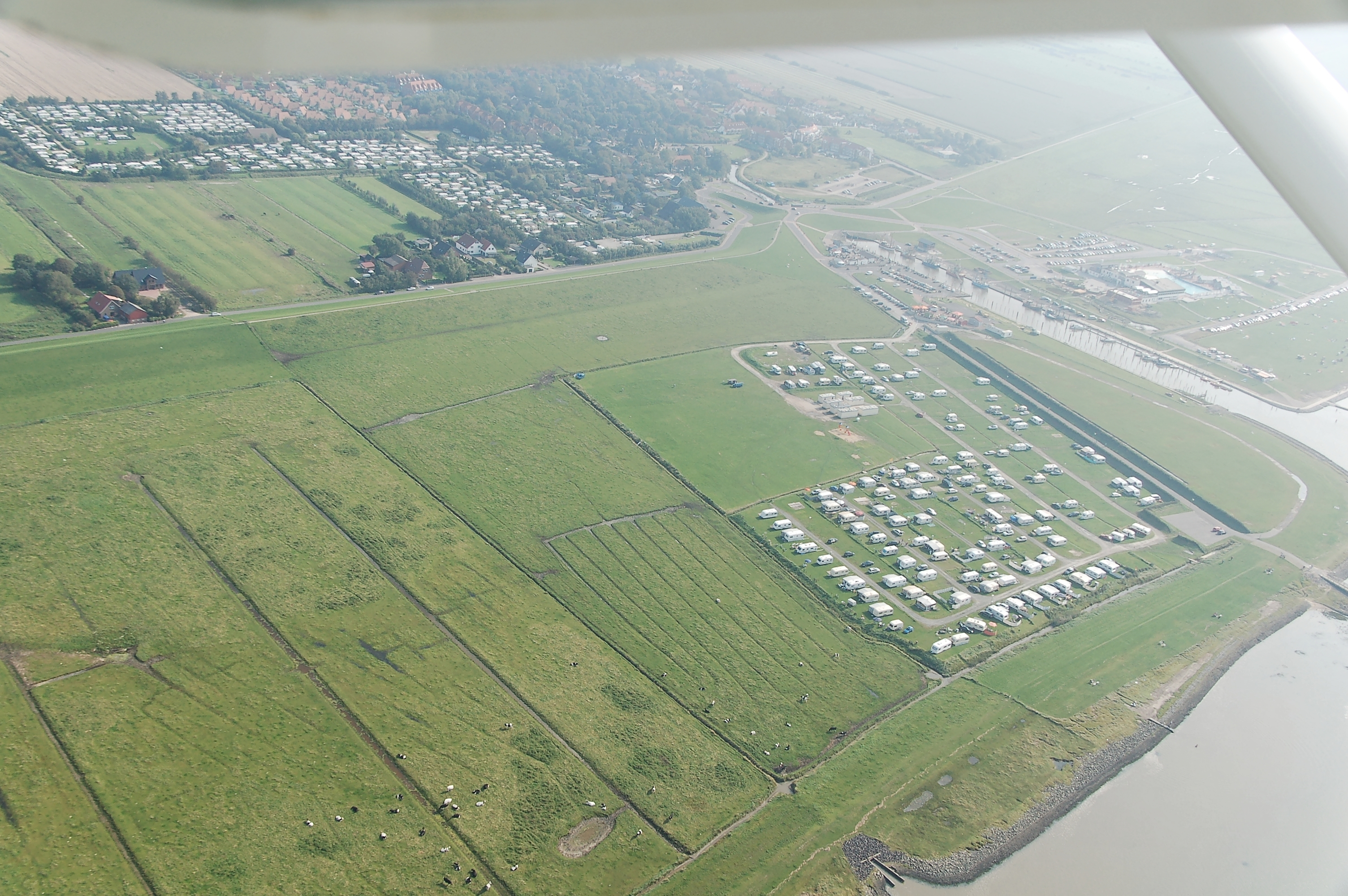
Sommerdeich und Winterdeich an der Nordsee in Dorum bei Cuxhaven

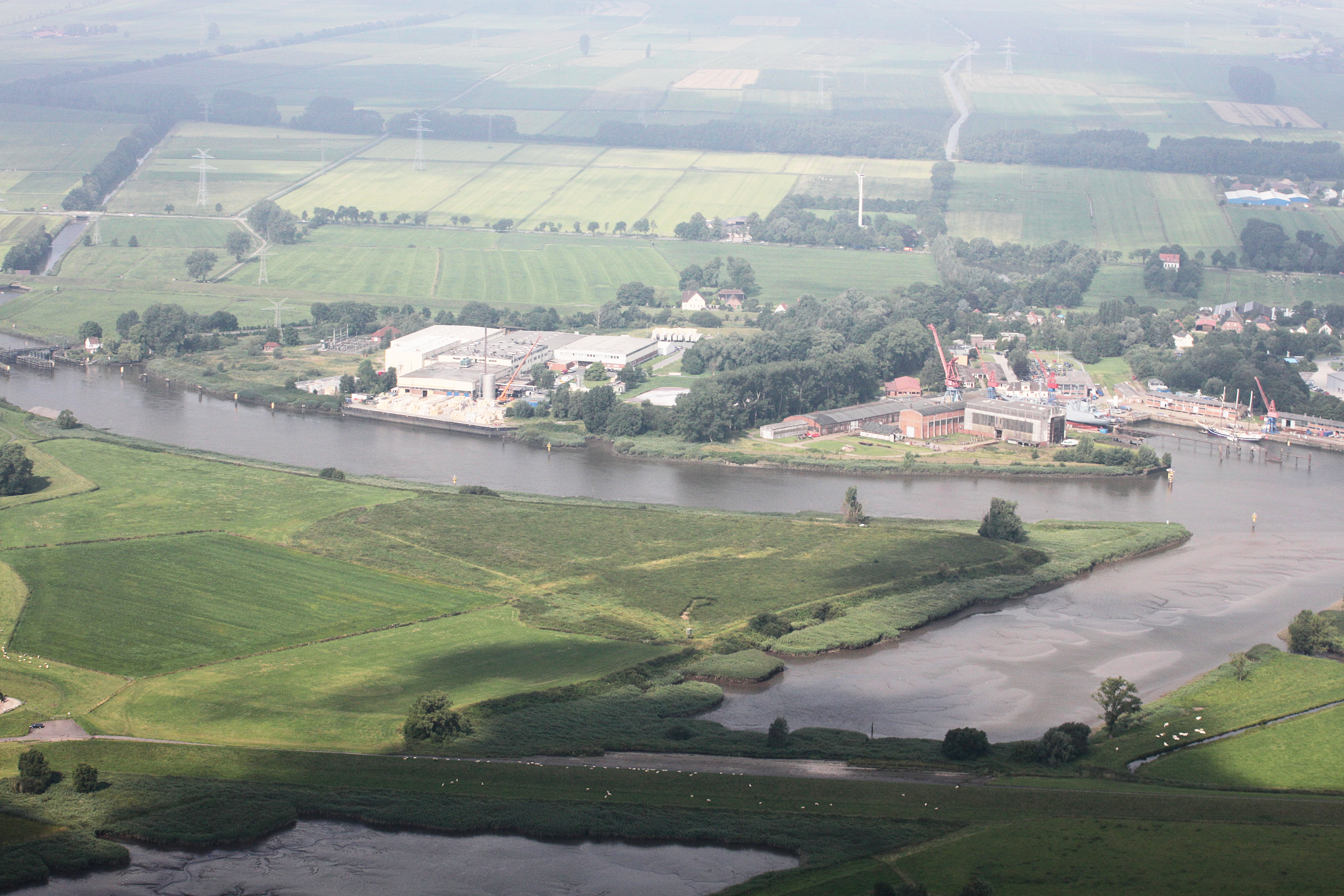
Sommerdeich an der Huntemündung bei Elsfleth. Seit der Durchdeichung des Weserarms Westergate (Vordergrund) und der Anlage des Huntesperrwerks liegt er jetzt hinter statt vor dem Winterdeich

An vielen Meeresküsten und Flussufern gibt es zwei Deichlinien, den Winterdeich oder Hauptdeich und den Sommerdeich.

## Winterdeich
Der sogenannte Winterdeich ist so hoch und stabil, dass er auch den höchsten zu erwartenden Hochwassern – an der Küste also Sturmfluten – standhält.

## Sommerdeich
Ein Sommerdeich ist ein flacher Deich mit einer Höhe von etwa 1,2 bis 2 Meter, der kleinere Hochwasser abhält, an Küsten und in Flussmündungen vor allem Tidenhochwasser, und so die Bewirtschaftung des Landes vor dem Winterdeich ermöglicht. An den deutschen Küsten werden die vom Sommerdeich geschützten Flächen Sommerkoog, -polder oder -groden genannt.
Der Sommerdeich sollte so beschaffen sein, dass die Winterflut über ihn hinweggehen kann, ohne Schaden anzurichten. Daher muss die Böschung auf der Binnenseite flacher sein als auf der Seeseite.
Sommerdeiche erhöhen die Sicherheit der dahinter liegenden Winterdeiche:
- An Meeresküsten wirken sie gleichzeitig als Wellenbrecher.
- An Flüssen bewirkt ihre Überflutung bei Hochwasser, dass bei hohem Durchfluss der Gewässerquerschnitt breiter wird und so der Wasserspiegel weniger ansteigt, als wenn die Winterdeiche am Flussufer stehen.

Manche Inseln wie etwa die Hallig Hooge haben Sommerdeiche, aber keine Winterdeiche. Dort sind die Gebäude zum Schutz vor Überflutungen auf Warften errichtet.
Sommerdeiche sind auch bei der Landgewinnung nützlich. Durch die regelmäßige Überflutung lagern sich in den dahinter liegenden Sommergroden Sedimente ab, wodurch sich deren Bodenniveau langsam erhöht.